# Josip Golubar
Josip Golubar (Krkanec, 4 marzo 1985) è un calciatore croato, centrocampista del Budućnost Vidovec.

## Carriera
Ha giocato nella prima divisione dei campionati croato, sloveno e canadese.

## Palmarès

### Club

#### Competizioni nazionali
- Druga slovenska nogometna liga: 1

Zavrč: 2012-2013

### Individuale
- Capocannoniere della Druga slovenska nogometna liga: 1

2012-2013 (13 reti)